# Kecskesajt
Kecskesajt minden olyan sajt, ami házi kecske tejéből készül. A pásztorok nem sokkal azután, hogy a kecskét háziasították, a tejéből tartósítás céljából már készítettek sajtot.

## Készítése

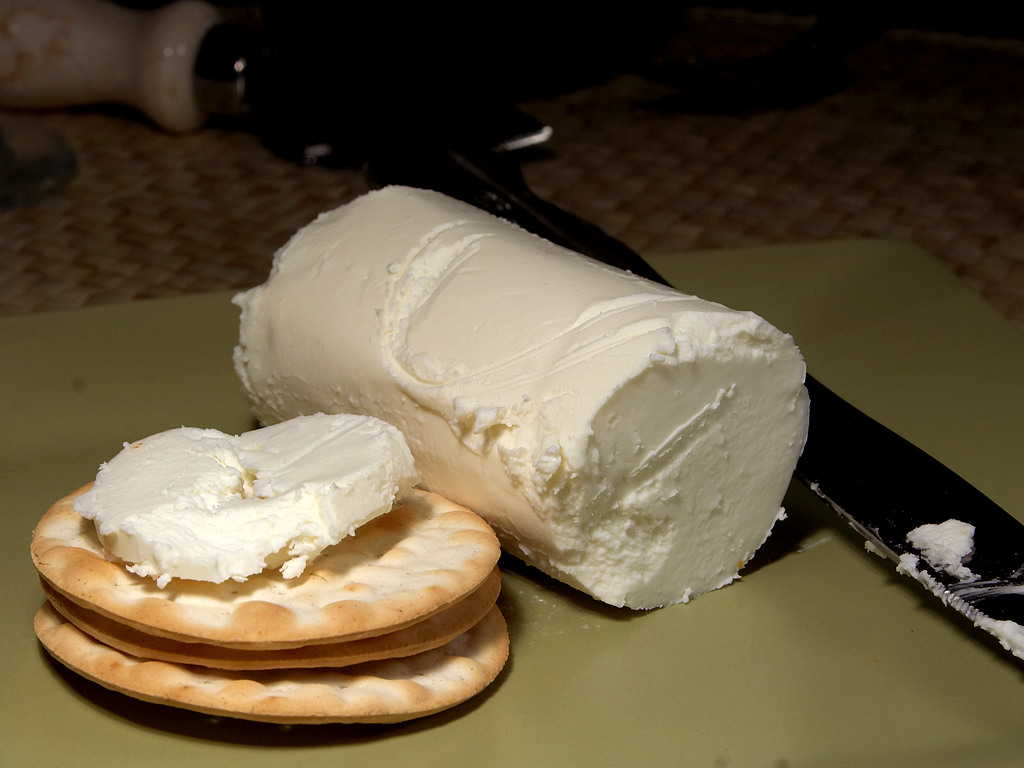
Kecskesajt

A kecsketejből hasonlóan készül  a sajt, mint a tehéntejből. A langyos tejbe teszik az oltót, amely a friss tej sajtanyagát savanyodás nélkül alvasztja meg. Kis idő múltán májszerű állaga lesz, ekkor apró darabokra vágják, forróra melegítik és egy ideig állni hagyják. Ezután leszűrik az összeállt alvadékot, ízesítik, sózzák, sajtkultúrával beoltják, majd – előbb gyakran, majd ritkábban – forgatva formába préselik. Néhány nap és sózás után pincében érlelik. Az alvadék szűrése után maradt savó bőven tartalmaz még fehérjéket. Alkalmas házi sertés táplálására, de ordát (zsendicét) is készítenek belőle.

## Magyar kecskesajtok
Magyarországon  sokféle kecskesajt készül, valamint tehéntejjel keverve az úgynevezett csemegesajtok.

## Külföldi kecskesajtok

### Franciaország

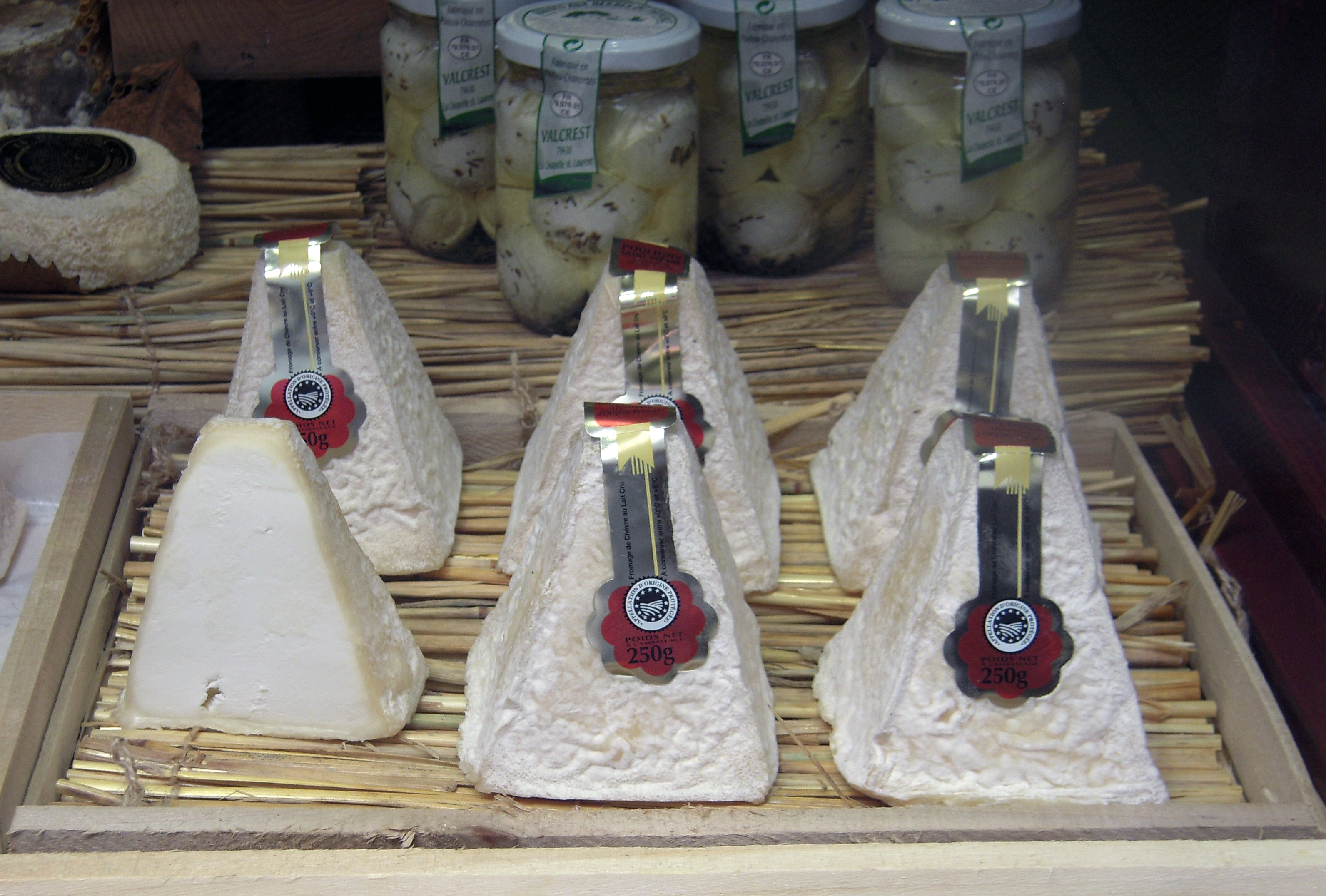
Pouligny Saint-Pierre a piramis formájú híres francia kecskesajt

- Chabis
- Crottin de Chavignol
- Pélardon
- Picodon
- Pouligny Saint-Pierre
- Rocamadour
- Sainte-Maure de Tourain
- Chabichou du Poitou
- Valençay

### Németország
- Altenburger Ziegenkäse.

### Spanyolország
A mató katalán éretlen sajt, mely részben tehéntejből, részben kecsketejből készül.

### Portugália
Cabreiro de Castelo Branco portugál kecskesajt.

### Görögország
- A halloumi és a feta hagyományosan kecske- és birkatej keverékéből készül.